# Thundersteel
Albums de Riot
Born in America
(1983) Riot Live
(1989)
Thundersteel est le sixième album studio du groupe de heavy metal américain, Riot.

## Historique
Il est sorti le 24 mars 1988 sur le label CBS Records aux États-Unis et sur Epic Records en Europe. Il s'agit du premier album du groupe depuis sa reformation en 1987, le dernier album Born in America datait de 1983.
De la formation de 1983, ne subsiste que le guitariste Mark Reale. Le batteur Mark Edwards quittera le groupe lors de l'enregistrement de l'album ; il sera remplacé par le texan Bobby Jarzombek (ex-Juggernaut) qui terminera l'album.
Le nouveau chanteur Tony Moore (de son vrai nom, Tony Morabito) est vocalement assez proche de Rob Halford (Judas Priest) et l'album peut être considéré comme l'un des meilleurs du groupe avec Fire Down Under (tous les deux obtiendront 4,5 étoiles sur 5 sur le site AllMusic.com).
Il sera classé à la 150e place du Billboard 200.

## Liste des titres
1. Thundersteel (Reale / Van Stavern) - 3:49
2. Fight or Fall (Van Stavern) - 4:25
3. Sign of the Crimson Storm (Reale) - 4:40
4. Flight of the Warrior(Moore / Reale / Van Stavern) - 4:17
5. On Wings of Eagles (Moore / Reale / Van Stavern) - 5:41
6. Johnny's Back (Moore / Reale / Van Stavern) - 5:32
7. Bloodstreets (Moore / Reale) - 4:39
8. Run for Your Life (Moore / Reale / Van Stavern) - 4:08
9. Buried Alive (Tell Tale Heart) (Moore / Reale / Van Stavern / Jarzombek / Loeb / Heid) - 8:55

## Composition du groupe
- Tony Moore - chants
- Mark Reale - guitares
- Don Van Stavern - basse
- Bobby Jarzombek - batterie
- Mark Edwards - batterie (pistes 2, 3, 5 & 7).

## Chart
| Pays       | Durée du classement | Meilleur classement | Date         |
| ---------- | ------------------- | ------------------- | ------------ |
| États-Unis | 10 semaines         | 150e                | 28 août 1988 |